# Thrizen Leader
Thrizen Jahl Leader (* 3. Juli 1984 in Saint Paul’s) ist ein Fußballspieler von St. Kitts und Nevis.

## Karriere

### Klub
Er begann seine Karriere ab der Saison 2003/04 beim St. Paul’s United FC, wo er bis zum Ende der Saison 2010/11 auch verblieb. Für die nächsten beiden Spielzeiten wechselten er nach Guyana zu Alpha United und errang mit dem Team die Meisterschaft. Zur Saison 2013/14 kehrte er zurück zu St. Paul's.

### Nationalmannschaft
Er hatte seinen ersten Einsatz für die Nationalmannschaft von St. Kitts und Nevis am 31. März 2004, bei einem 7:0-Sieg über die Amerikanischen Jungferninseln während der Qualifikation für die Weltmeisterschaft 2006. Hier spielte er über die vollen 90 Minuten. Mit Pausen über mehrere Jahre hatte er regelmäßig Einsätze und trug ab 2014 teilweise die Kapitänsbinde. Sein letzter Einsatz war bislang eine 1:3-Niederlage gegen Französisch-Guyana am 17. November 2019 innerhalb der Nations League der Saison 2019–21.